# Howard Chandler Christy
Howard Chandler Christy (10 de enero de 1873-3 de marzo de 1952) fue un artista e ilustrador estadounidense famoso por la "Chica Christy", similar a una "Chica Gibson". Nació en el condado de Morgan, y asistió a la escuela de Duncan Falls, Ohio. Después estudió en Nueva York en la Academia Nacional y en la Liga de estudiantes de arte de Nueva York con William Merritt Chase. La primera vez que atrajo la atención con sus ilustraciones de la Guerra Española-Americana, publicado en Scribner's y revistas Harper's y en Collier's Weekly, adquiriendo una importancia especial a la serie, "Los hombres del Ejército y la Armada," y un retrato del coronel Roosevelt. Él era el más conocido, sin embargo, por sus encantadoras ilustraciones de las obras de autores como Richard Harding Davis, y creó un tipo pintoresco y romántico de las mujeres de la sociedad peculiarmente suyo. Su obra se caracteriza por la gran facilidad, corriendo un estilo, pero no exagerado, y un fuerte sentido de valores. Junto con otros artistas Harrison Fisher y McMein Neysa que constituye la Motion Picture revista Classic, "Fama y Fortuna" jurado del concurso de 1921/1922, que descubrió la Se-niña, Clara Bow. En 1940 pintó la escena en la firma de la Constitución de los Estados Unidos, que se instaló en el ala de la Cámara de Representantes en el Capitolio. Algunas de sus obras se exhibe en Nueva York el restaurante Café des Artistes. Se incluyen seis paneles de las ninfas de la madera y pinturas, como: La chica del Loro, La chica del swing, otoño, primavera, y la fuente de la juventud. Christy falleció el 3 de marzo de 1952.
- Datos: Q3141534
- Multimedia: Howard Chandler Christy / Q3141534